# Aleksandr Fadeev
Aleksandr Vladimirovič Fadeev (in russo Алекса́ндр Влади́мирович Фаде́ев?; Kazan', 4 gennaio 1964) è un ex pattinatore artistico su ghiaccio sovietico, dal 1991 russo, specializzato nel singolo.

## Palmarès
| Internazionali            | Internazionali | Internazionali | Internazionali | Internazionali | Internazionali | Internazionali | Internazionali | Internazionali | Internazionali | Internazionali | Internazionali | Internazionali |
| Event                     | 1978–79        | 1979–80        | 1980–81        | 1981–82        | 1982–83        | 1983–84        | 1984–85        | 1985–86        | 1986–87        | 1987–88        | 1988–89        | 1989–90        |
| ------------------------- | -------------- | -------------- | -------------- | -------------- | -------------- | -------------- | -------------- | -------------- | -------------- | -------------- | -------------- | -------------- |
| Giochi olimpici invernali |                |                |                |                |                | 7°             |                |                |                | 4°             |                |                |
| Campionati mondiali       |                | 14°            |                | 10°            | 4°             | 3°             | 1°             | 3°             | 3°             | R              | 4°             |                |
| Campionati europei        |                |                | 9°             | 5°             | 3°             | 1°             |                | 3°             | 1°             | 1°             | 1°             |                |
| NHK Trophy                |                | 9°             |                |                | 2°             |                | 1°             |                | R              |                | 1°             | 2°             |
| Prize of Moscow News      |                |                | 5°             |                | 1°             | 3°             | 1°             | 1°             |                | 1°             | 3°             |                |
| Internazionali: Junior    |                |                |                |                |                |                |                |                |                |                |                |                |
| Campionati mondiali       | 3°             | 1°             |                |                |                |                |                |                |                |                |                |                |
| Nazionali                 |                |                |                |                |                |                |                |                |                |                |                |                |
| Campionati sovietici      |                | 4°             | 2°             | 3°             | 1°             |                |                | 1°             | 1°             | 1°             | 1°             | 1°             |
| R = Ritirato              |                |                |                |                |                |                |                |                |                |                |                |                |

Nota: Al Campionato del mondo del 1988, Fadeev si trovava al primo posto dopo le figure obbligatorie, ma si è ritirato prima del programma corto.